# Le Prénom
Pour le film, voir Le Prénom (film).
Le Prénom est une pièce de théâtre française écrite par les auteurs Matthieu Delaporte et Alexandre de la Patellière, mise en scène par Bernard Murat. Elle est représentée pour la première fois en 2010, au théâtre Édouard VII, où elle est jouée plus de 243 fois.

## Argument
Lors d'un dîner familial, l'un des convives annonce que son épouse et lui ont décidé d'appeler leur fils à naître « Adolphe », en référence au roman Adolphe de Benjamin Constant, tandis que les autres pensent immédiatement à Adolf Hitler. Cette déclaration provoque d'intenses débats sur les prénoms susceptibles d'être donnés ou non à des enfants. Le huis clos donne ensuite lieu à un véritable règlement de comptes entre les différents protagonistes dont les nombreuses années d’amitié et de relations familiales se retrouvent brusquement ébranlées. La critique du choix du prénom ne sera seulement qu’un prétexte pour les personnages de pouvoir se dire tout ce qu’ils ont véritablement sur le cœur et se cachaient jusqu’à maintenant.

## Démarche d'écriture
L’idée de la pièce est survenue chez les auteurs à l’occasion de vacances en famille où les prénoms de leurs enfants ont suscité beaucoup de commentaires de la part de leurs proches. De là s’ensuit chez les écrivains la volonté d’explorer ce sujet sensible que peut devenir le prénom d’un futur enfant et de se moquer d’une certaine façon de leurs propres choix en matière de prénom qu’ils considèrent eux-mêmes plutôt originaux. Après avoir noté petit à petit leurs idées une année durant, Matthieu Delaporte et Alexandre de la Patellière ont finalement trouvé un prénom inacceptable qui ouvrirait la porte à toutes les critiques et conflits familiaux. Leur intention était également d’écrire une pièce parlant de la famille et des différentes places que chacun et chacune peuvent y occuper. Le prénom est seulement le point de départ faisant émerger toutes les rancœurs, les secrets, les rivalités au sein du groupe familial. Par ailleurs, ce sujet permettait également de parler de la société, le choix du prénom étant fortement influencé par le contexte notamment social et familial des parents. Un prénom touche en effet selon les auteurs au domaine de l’intime, reflétant la propre histoire des personnes qui le donnent et ce que l’on projette de soi. Le choix se fait toujours par rapport à autrui et celui qui le porte sera toujours regardé à l’aune du nom qui lui aura été attribué. Concernant la rédaction, Matthieu Delaporte et Alexandre de la Patellière ont d’abord élaboré la trajectoire de la narration ensemble mais ont préféré écrire les dialogues séparément afin de ne pas briser la mélodie d’écriture personnelle,,,,,.

## Succès
Lors de la première représentation, la pièce rencontre immédiatement un véritable succès. Les droits d’adaptations sont vendus à d’autres pays dès la première semaine et pas moins d’un mois plus tard, les auteurs de la pièce sont sollicités par des producteurs de films en vue d’une adaptation cinématographique.

## Distribution originale
- Vincent : Patrick Bruel
- Élisabeth (Babou) : Valérie Benguigui
- Pierre : Jean-Michel Dupuis
- Claude : Guillaume de Tonquédec
- Anna : Judith El Zein

## Fiche technique
- Décors : Nicolas Sire (ateliers Marigny, avec la collaboration de Denis Cavalli, Ghislène Jolivet, Sean Dumbar et Hélène Vaillant)
- Musique originale : Benjamin Murat (interprétation : Manuel Peskine piano, Jean-François Ludovicus batterie, François Fuchs contrebasse, Laurent Dessaint saxophone et trompette, Frédéric Moreau, les Violons de France)
- Costumes : Emmanuelle Youchnovski
- Lumières : Laurent Castaingt
- Illustration sonore : Francine Ferrer
- Assistance à la mise en scène : Léa Moussy
- Affiche signée Claire Bretécher[8] et réalisée par Thérèse Troïka[9]

## Nominations aux Molières 2011
- Molière de la pièce comique
- Jean-Michel Dupuis au Molière du comédien dans un second rôle
- Guillaume de Tonquédec au Molière du comédien dans un second rôle
- Valérie Benguigui au Molière de la comédienne dans un second rôle
- Matthieu Delaporte et Alexandre de la Patellière au Molière de l'auteur francophone vivant
- Bernard Murat au Molière du metteur en scène

## Nominations aux Molières 2019
- Matthieu Delaporte et d'Alexandre de La Patellière au Molière de la comédie
- Sébastien Castro au Molière du comédien dans un second rôle